# Judge Rotenberg Educational Center
Le Judge Rotenberg Center (fondé en 1971 en tant que Behavior Research Institute) est un établissement adapté situé à Canton, dans le Massachusetts, qui utilise des traitements comportementaux, des méthodologies et des services éducatifs bafouant les droits humains fondamentaux sur des enfants et des adultes avec de graves troubles du développement et des émotions, ou des troubles du comportement.
Le centre a été condamné pour torture par le United Nations Special Rapporteur on Torture. Le JRC est connu pour son usage du graduated electronic decelerator (GED), un dispositif administrant des chocs électriques aux résidents à l'aide d'une télécommande. Ce dispositif été créé par Matthew Israel, fondateur de l'institut. Tandis que le FDA a officialisé un banissement formel du GED en 2020, ce dispositif a continué à être utilisé sur certains résidents durant la période de la pandémie de COVID-19, en attente d'un sursis administratif. En juillet 2021, la D.C. Circuit Court of Appeals a estimé que le FDA ne pouvait pas ordonner un sursis partiel mais une interdiction générale ou une non-interdiction tout court, permettant ainsi au JRC de continuer à utiliser ce dispositif sur 55 personnes entre-temps